# 庭田重胤
庭田重胤（にわた しげたね、文政4年（1821年）8月16日 - 明治6年（1873年））は、江戸時代後期から明治時代にかけての公卿。
安政5年（1858年）、日米修好通商条約締結に反対し、廷臣八十八卿列参事件に参加した。明治維新後は議定に任じられた。

## 官歴
- 文政8年（1825年）：従五位下
- 文政10年（1827年）：従五位上
- 文政12年（1829年）：正五位下
- 天保2年（1831年）：侍従、従四位下
- 天保4年（1833年）：従四位上、左権少将
- 天保7年（1836年）：正四位下
- 天保14年（1843年）：近江権介
- 弘化2年（1845年）：右中将
- 嘉永3年（1850年）：補蔵人頭、正四位上
- 嘉永6年（1853年）：従三位、参議
- 安政元年（1854年）：踏歌外弁
- 安政2年（1855年）：正三位
- 安政4年（1857年）：東照宮奉幣使
- 文久2年（1862年）：権中納言、従二位
- 慶應元年（1865年）：正二位
- 慶應3年（1867年）：権大納言

## 系譜
- 父：庭田重基
- 子：庭田重正
- 子：庭田重文
- 子：庭田重直